# Greensleeves Rhythm Album
Greensleeves Rhythm Album ist die Bezeichnung für eine Album-Reihe des englischen Dancehall- und Reggae-Labels Greensleeves Records. Auf den einzelnen Alben befindet sich jeweils ein Riddim, der auch den Namen des jeweiligen Albums stellt, wie z. B. für Diwali Riddim der Name „Greensleeves Rhythm Album#27: Diwali“. Auf dem Album befinden sich verschiedene Songs von verschiedenen Künstlern, die auf den Riddim gesungen bzw. getoastet haben. Auf den meisten Alben befindet sich zudem ein Instrumental des Riddims. Die Serie besteht seit dem Jahr 2000 und hat seitdem fast einhundert einzelne Alben mit Veröffentlichungen von vielen bekannten Künstlern wie beispielsweise Buju Banton oder Capleton herausgebracht.

## Diskographie

### 2000
- #1: Bellyas
- #2: Virus
- #3: Doorslam
- #4: Volume
- #5: Punanny
- #6: Latino / Boasy Gal
- #7: Lightning
- #8: Highway

### 2001
- #9: Heatwave
- #10: Tixx / Blaze
- #11: Mud-Up
- #12: X-Treme
- #13: Double Jeopardy
- #14: Drop-Top / Di Nipples
- #15: Bushy Bushy
- #16: Saddam Birthday Party / Jailbreak
- #17: Herbalist / Energy
- #18: Bun Bun
- #19: Bigga Judgement

### 2002
- #20: Time Bomb
- #21: Bad Kalic
- #22: Martial Arts Pt. 1
- #23: Martial Arts Pt. 2
- #24: Zero Tolerance
- #25: Famine
- #26: Hard Drive
- #27: Diwali
- #28: Hard Drive Pt. 2
- #29: Sledge
- #30: Bollywood
- #31: Belly Skin
- #32: Threat

### 2003
- #33: Mad Ants
- #34: Masterpiece
- #35: Clappas
- #36: Knockout
- #37: Krazy
- #38: C-4
- #39: Bad Company
- #40: Egyptian
- #41: 20 Cent
- #42: Sign
- #43: Jumbie
- #44: Good To Go
- #45: Coolie Dance
- #46: Amharic

### 2004
- #47: Trifecta
- #48: Tunda Klap
- #49: French Vanilla
- #50: Marmalade
- #51: Red Alert
- #52: Black Out
- #53: Worried
- #54: Cool Fusion
- #55: Blue Steel
- #56: Mad Guitar
- #57: Scoobay
- #58: Summer Bounce
- #59: Kasablanca
- #60: Spanish Fly
- #61: Tighty Tighty
- #62: Middle East
- #63: Chicatita
- #64: Klymaxx
- #65: Slow Bounce
- #66: Bomb A Drop!

### 2005
- #67: Jonkanoo
- #68: Fowl Fight
- #69: Sunblock
- #70: Grimey
- #71: Slingshot
- #72: Bounce
- #73: World Jam
- #74: Madda Dan
- #75: Siren
- #76: Ice Cube
- #77: Justice
- #78: Jump Off!

### 2006
- #79: The Return of Mudd-Up
- #80: Sweat
- #81: Red Bull & Guinness
- #82: Galore
- #83: Petty Thief
- #84: Twice Again
- #85: Inspector
- #86: Ghetto Whiskey

### 2008
- #87: Airwaves
- #88: Warning

### 2009
- #89: Silent River

### 2010
- #90: Set Mi Free